# Rüdiger Heinze

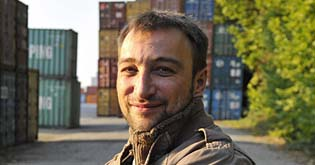
Rüdiger Heinze

Rüdiger Heinze (* 14. Dezember 1971 in Riesa) ist ein deutscher Filmproduzent und Drehbuchautor.

## Leben und Wirken
Rüdiger Heinze absolvierte von 1988 bis 1990 eine Ausbildung zum Feinmechaniker. Nachdem er einige Jahre in diesem Beruf tätig gewesen war, folgten 1996 und 1997 Praktika beim Ostdeutschen Rundfunk Brandenburg und in verschiedenen Filmproduktionsfirmen. 1997 begann Rüdiger Heinze dann ein Studium an der Filmakademie Baden-Württemberg. Nachdem er zunächst Regie studierte, widmete sich Rüdiger Heinze dann dem Studienfach Produktion. 2002 beendete er sein Studium mit Diplom. Seine Abschlussarbeit war der Spielfilm Der Ärgermacher.
Neben der Tätigkeit als Filmproduzent und Drehbuchautor war Rüdiger Heinze auch als Regisseur und Darsteller beschäftigt. Er drehte zum Beispiel den Kurzfilm Der Mann mit dem weißen Bart, der in einigen deutschen Kinos lief und von der Filmbewertungsstelle Wiesbaden das Prädikat Besonders wertvoll erhielt. 2008 gründete er zusammen mit Stefan Sporbert die Produktionsfirma Zum Goldenen Lamm.
Rüdiger Heinze lebt in Ludwigsburg.

## Filmografie (Auswahl)
- 2003: Der Ärgermacher (Producer)
- 2004: Stuhlberg – Der jüngste Manager Europas (Producer)
- 2005: Such mich nicht (Producer)
- 2005: Rabenkinder (Fernsehfilm; Producer)
- 2005: Der Mann mit dem weissen Bart (Regisseur, Produzent, Drehbuchautor)
- 2006: Der Generalmanager oder How To Sell A Tit Wonder (Co-Regisseur)
- 2006: Zores (Fernsehfilm), (Darsteller)
- 2007: Blindflug (Co-Producer)
- 2009: Parkour (Drehbuchautor, Produzent)
- 2009: Die zwei Leben des Daniel Shore (Produzent)
- 2011: Schreie der Vergessenen (Produzent)
- 2012: Draussen ist Sommer (Produzent)
- 2013: Wolfskinder (Produzent)
- 2013: Die Frau, die sich traut (Produzent)
- 2014: Be my Baby (Produzent)
- 2015: Freistatt (Produzent)
- 2017: Back for Good (Produzent)
- 2019: A Gschicht über d’Lieb (Produzent)
- 2019: Now or Never (Produzent)

## Auszeichnungen
- 2001: Sat.1-Talent-Award für ein von ihm entwickeltes Sitcom-Konzept
- 2002: ApolloMedia Producer Sonderpreis für Der Ärgermacher
- 2012: Bayerischer Fernsehpreis in der Kategorie Nachwuchsförderpreis für Schreie der Vergessenen